# Trou story
Pour plus de détails, voir Fiche technique et Distribution.
Trou story est un film documentaire québécois réalisé par Richard Desjardins et Robert Monderie, sorti en 2011
Le film dénonce l'exploitation « éhontée » des ressources minières de leur région par les compagnies minières. Ces derniers accusent les gouvernements canadien, ontarien et québécois de complaisance et de complicité dans ce saccage des ressources naturelles et d'avoir sans sourciller bradé nos richesses collectives en délivrant à bas prix « des permis de polluer ». « Un contrat complaisant qui lie l'industrie à l'État et qui s'apparente à du vandalisme corporatif » dit Richard Desjardins.
À coups d’images chocs, à l’aide d’archives rares, en s’appuyant sur des entretiens et avec l’humour social qui a fait leur marque, les réalisateurs exposent avec clarté le dossier des mines au Canada et renouent avec la veine pamphlétaire de L'Erreur boréale.
Produit par l'Office national du film, le film couvre une bonne partie du bouclier canadien, soit l’axe Sudbury-Val-d’Or.
Présenté en première mondiale le 30 octobre 2011, lors du 30e Festival du cinéma international en Abitibi-Témiscamingue, ce film est très attendu par certains et appréhendé par d’autres depuis des années. L'industrie minière qui craint visiblement pour son image, tient à redorer son blason et redouble d'efforts. En effet, dans la semaine de la sortie du film, la compagnie minière Osisko acheta plusieurs pleines pages de publicité dans les journaux.

## Prix et distinctions
- 22e Festival du film de Sept-Îles, 2012[7] :
  - Prix du meilleur documentaire